# Pedro de Torres y Toledo
Pedro de Torres y Toledo (Corona de Castilla, Monarquía Hispánica c. finales del siglo XVI - Santiago de Guatemala c. 1656) fue un español que ejerció el cargo de alcalde mayor de San Salvador desde 1626 a 1631.

## Biografía
Pedro de Torres y Toledo nacería en la Corona de Castilla de la Monarquía Hispánica alrededor de finales del siglo XVI; posteriormente, estando ya en su adultez, y con fecha de 28 de marzo de 1625, el rey Felipe IV lo designaría como alcalde mayor de San Salvador.
El 30 de mayo de 1625 se embarcaría hacia el continente americano junto con cuatro criados. En 1626 tomaría posesión del cargo de alcalde mayor de San Salvador, y lo ejercería hasta el año de 1631.
Luego de su período como alcalde mayor se quedó a residir en Santiago de Guatemala, en donde en 1636 fue uno de los testigos citados por el presidente-gobernador y capitán general de Guatemala Álvaro de Quiñones y Osorio para la realización de sus autos (emitidos el 26 de junio de ese año) en el que prohibía que los indígenas fueran empleados en los obrajes añileros.
Su fallecimiento ocurriría en la ciudad de Santiago de Guatemala probablemente por el año de 1656.